# Петровський (Біловський округ)
Петро́вський (рос. Петровский) — селище у складі Біловського округу Кемеровської області, Росія.

## Населення
Населення — 152 особи (2010; 180 у 2002).
Національний склад (станом на 2002 рік):
- росіяни — 95 %